# جسر الحرية (دمشق)
جِسر الحُرِّيَّة هو جسر يقع وسط العاصمة السوريَّة دمشق، يصل ما بين البرامكة وأبو رمانة. يوجد أسفله نقاط تتجمع فيها حافلات نقل الركاب الواصلة إلى عدد من ضواحي دمشق الغربية. كما تنتشر فيه الإشغالات العشوائية (البسطات).
قبل سقوط نظام الأسد، كان يُعرف باسم «جسر الرئيس» اختصارًا لتسمية «جسر السيّد الرئيس حافظ الأسد» التي أطلقها عليه نظام البعث.

## الموقع
يقع الجسر كنقطة وصل بين منطقتي البرامكة وأبو رمانة، ويقطع الشارع الذاهب من ساحة الأمويين باتجاه جسر فكتوريا، ويعتليه فندق فور سيزون دمشق وقصر الضيافة، ومبنى جامعة دمشق. ويطل مباشرةً على مجرى نهر بردى، بالقرب من المتحف الوطني وسط العاصمة دمشق.

## كراجات جسر الحرية
تستخدم محافظة دمشق منذ إنشاء الجسر المنطقة أسفله كمنطقة تجمع لوسائط النقل العامة المتجهة إلى ضواحي دمشق الغربية مثل قدسيا، وضاحية قدسيا، والهامة، ومشروع دمر، وعين الفيجة، ومساكن الحرس الجمهوري، وغيرها. حيث تشهد المنطقة أسفل الجسر ازدحامًا مروريًا كبيرًا خلال معظم أيام الأسبوع.

## تاريخ الجسر

### الإنشاء
بدأت أعمال بناء الجسر عام 1990، واستُخدمت فيه الخرسانة وصلب التقوية، ودخل الخدمة عام 1992.

### الثورة السورية
قبل اندلاع الثورة السوريَّة، وتحديدًا في يوم 23 فبراير (شباط) 2011، وقع اعتصام أمام السفارة الليبيَّة بدمشق تأييدًا لثورة 17 فبراير في ليبيا في حديقة المدفع الواقعة في منطقة أبو رمانة القريبة من جسر الرئيس، وأخذوا يطلقون هتافات ضد الدكتاتور الليبي معمر القذافي وأخرى منادية بحرية الشعوب العربية، خرج بعدها المعتصمون من الحديقة باتجاه السفارة وهم يرددون النشيد الوطني السوري، وهو ما جعل الأمن يباشر فورًا بضرب الناس وتفريقهم، ما دفعهم للهروب باتجاه جسر الرئيس وأبعدهم عن إمكانية العودة إلى السفارة الليبية أو الدخول إلى منطقتي المالكي وأبو رمانة التي يوجد فيهما عدد كبير من السفارات.
كما لم يغب الجسر الذي يقع في قلب دمشق عن الثورة السوريَّة فقد خرجت مظاهرات مناوئة لنظام آل الأسد على الجسر منذ الأشهر الأولى للثورة. ففي يوم 22 أغسطس (آب) عام 2011، خرجت مظاهرة طيّارة قرب الجسر، ردد فيها المتظاهرون شعارات مثل «يا بشّار ويا كذّاب تضرب أنت وهالخطاب»، وأيضًا «يا بشّار اسمع اسمع، شيل الدبابة والمدفع، غير لله ما رح نركع». خلال هذه الفترة، عمل نظام الأسد على مِلء المنطقة المحيطة بالجسر  بالمخبرين. وفي حوالي الساعة 6:30 من صباح يوم الاثنين 23 يناير (كانون الثاني) عام 2012، رفع ناشطون من حركة شباب هنانو علم الثورة السوريَّة والراية الكردية على الجسر مستخدمين سلسلةً وعدد من الأقفال. ظلَّ العلم يرفرف أعلى الجسر قرابة العشرين دقيقة قبل أن تتمكن قوات الأسد من إنزاله.
في يوم الاثنين 23 أبريل (نيسان) عام 2012، شهد الجسر اعتصامًا نسائيّا للمطالبة بالإفراج عن المعتقلين في سجون نظام الأسد، تبعه استنفار أمني لقوات الأمن وشبيحته دون تسجيل اعتقالات. وفي يوم 11 أغسطس (آب) 2012، وقع تبادل لإطلاق النار بين مقاتلين من الجيش الحر وعناصر من قوات نظام الأسد قرب جسر الرئيس خلال معركة دمشق عام 2012.
في يوم الخميس 16 يوليو (تموز) 2015، سقطت قذائف هاون في محيط الجسر وفي منطقة أبو رمانة المجاورة، وسجِّلت عدَّة إصابات.
في صباح يوم 20 أكتوبر (تشرين الأول) عام 2021، انفجرت حافلة مبيت تابعة لجيش نظام الأسد عند الجسر، مما أدى إلى مقتل 14 عنصر وجرح 3 آخرون. أعلنت مجموعة تُطلق على نفسها اسم «سرايا قاسيون» مسؤوليتها عن العملية في بيان نشرته عبر تلغرام، معتبرةً أن استهدافها جاء «ردًا على المجازر اليومية التي يرتكبها النظام وميلشياته بحق أهلنا في الشمال المحرر».

### عفو 2022
بعد إصدار الرئيس المخلوع بشار الأسد عفو عام في أبريل 2022، تجمع مئات الأهالي على الجسر ليلتقوا بأبنائهم.

### تجديد الجسر
في مايو (أيار) 2024، أعلنت محافظة دمشق خلال عهد نظام الأسد عن طرح دفتر شروط للاستثمار الخاص بمشروع الجسر، حيث سيتضمن إعادة تأهيل كاملة تشمل الأرصفة والأطاريف وأعمال التزفيت، إضافة إلى وجود مرافق خدمية (حمامات) ومقاعد للجلوس ولوحات دلالة لتوزيع خطوط النقل وإنارة المكان وإصلاح الأجزاء التالفة ضمن الجسور.
في شهر أبريل (نيسان) 2025، وعقب سقوط نظام الأسد، أُعلِن عن أعمال تهدف إلى تحسين مظهر جسر الحرّية والمنطقة المحيطة به. وشمل المشروع طلاء الجسر، وتحسين الإضاءة، وزراعة أشجار في المنطقة.